# 田村智子
田村智子（日语：／ Tamura Tomoko ?；1965年7月4日—），婚前姓山崎，是日本共產黨第6代中央委員会幹部会委員長、現任日本参议院議員。她于2010年（第22屆日本參議院議員通常選舉）当选議員，并于2016年（第24屆日本參議院議員通常選舉）再次当选議員（參議院比例區）。
2024年1月，田村在日本共产党第29次全国代表大会上当选为中央委員會幹部會委員長，为日共历史上首位女性委员长（党首）。

## 事件

### 出任共產黨首位女性中央委員長
2024年1月18日，田村智子在日本共產黨第29屆黨大會上獲選為第六任中央委員會幹部會委員長（即黨魁），成為該黨創立以來首位女性領導人。她接替自2000年起長期執政的志位和夫，象徵世代交替與女性政治參與的新階段。此舉獲得黨內與部分輿論正面評價，認為反映出共產黨對黨務現代化與包容性改革的承諾，但也有部分評論指出其對路線與組織策略仍多延續舊有傳統。

### 自動喪失參議員席次事件
2024年10月，田村智子以比例代表身份當選眾議院議員，但根據《公職選舉法》規定，當選衆議員後將自動喪失其原持有之參議院議席。由於她自2010年起即連任參議員，累積相當政治資歷，這一轉換引發黨內與支持者討論其策略布局。該空缺由比例名單上的次順位候補——資深議員大門實紀史大門實紀史遞補填補。

### 批評官邸對新聞自由施壓
2019年3月25日，田村在參議院預算委員會上質詢時，強烈批評首相官邸對東京新聞記者望月衣塑子於記者會上的提問進行壓力施加，指出這種干預行徑違反新聞自由與政府問責原則。她引用政府發送給記者俱樂部的內部「注意函」，並質疑時任官房長官菅義偉是否有意壓制媒體監督。

### 關於「黨名是否該更改」的發言與爭論
田村曾在多場公開座談會與訪談中，被媒體與支持者問及是否應該更改「共產黨」名稱，以適應當代選民偏好、拓展中間選民支持。她公開表示雖理解部分年輕選民對黨名的疑慮，但強調「共產黨」名稱蘊含歷史與理念承傳，若僅為迎合選舉而去除標誌性名稱，將失去本黨主體性。此一表態在社群間引起正反兩面評價，一方認為她堅持理念，另一方則批評不符選戰現實。